# Crotalinae
Crotalinae là một phân họ của rắn lục có nọc độc họ rắn lục được tìm thấy ở Á-Âu và châu Mỹ. Chúng được phân biệt bởi sự hiện diện của cơ quan hố cảm ứng nhiệt nằm giữa mắt và lỗ mũi ở cả hai bên đầu. Hiện tại, 22 chi và 151 loài được công nhận:
Đây cũng là những loài rắn lục duy nhất được tìm thấy ở châu Mỹ. Các nhóm rắn đại diện ở đây bao gồm rắn đuôi chuông, bothrops, và trimeresurus. Chi điển hình phân họ này là Crotalus, trong đó loài điển hình là rắn đuôi chuông gỗ,  C. horridus .

## Các chi
Phân họ này có các chi sau:
- Agkistrodon Palisot de Beauvois, 1799
- Atropoides Werman, 1992
- Bothriechis Peters, 1859
- Bothrocophias Gutberlet & Campbell, 2001
- Bothrops Wagler, 1824
- Calloselasma Cope, 1860
- Cerrophidion Campbell & Lamar, 1992
- Crotalus Linnaeus, 1758 - Ular derik
- Deinagkistrodon Gloyd, 1979
- Garthius Malhotra & Thorpe, 2004
- Gloydius Hoge & Romano-Hoge, 1981
- Hypnale Fitzinger, 1843
- Lachesis Daudin, 1803
- Mixcoatlus Jadin, Smith & Campbell, 2011
- Ophryacus Cope, 1887
- Ovophis Burger, 1981
- Porthidium Cope, 1871
- Protobothrops Hoge & Romano-Hoge, 1983
- Sistrurus Garman, 1883
- Trimeresurus Lacepede, 1804
- Tropidolaemus Wagler, 1830